# No me pises que llevo chanclas
No me pises que llevo chanclas es un grupo musical español de pop rock formado en 1986 en Los Palacios y Villafranca (Sevilla), convirtiéndose en el grupo que más vendió en Andalucía en 1990, con su particular estilo de pop humorístico denominado Agropop.

## Historia
Sus primeras actuaciones en televisión, fueron tanto en Canal Sur en "Para que veas", como en "Saque Bola", y en Televisión Española, para el circuito andaluz, y a nivel nacional, en el programa Rockopop, en 1989, además de programas veraniegos.
En 1992 la banda al completo presentaba un programa vespertino los sábados por la tarde en el canal de televisión autonómico Canal Sur, llamado Y tú de quién eres, donde interpretaban canciones de sus discos, improvisaciones, o presentaban nuevos artistas ("los telenoveles"). Esta aventura televisiva continuó en solitario en 2001 cuando Pepe Begines presentó la primera etapa de De punta a cabo en Canal 2 Andalucía. 
En 2009, Pepe Begines anunció que publicaría nuevo disco se llamó Superhéroe agropó y que se estrenó con el sencillo 24 horas en Internet. Su retorno tuvo una buena acogida llegando a estar en el n.º 1 en Canal Fiesta Radio. 
Desde este disco, la banda está reunida en su versión más pequeña, ya que solo están Pepe Begines en la voz, Álvaro Begines en la guitarra, junto a Salvador Romero, bajista y compositor de la música  y Pepe Lineros en la batería, acompañados de músicos de estudio y de directos.
En 2014 estuvieron de gira por diversas localidades españolas.
En 2015 lanzan un EP denominado He visto un OVNI, con 10 nuevos temas, entre ellos algunos derivados de maquetas o "sonido en crudo", siendo más acústico y otros en su línea de siempre como El Robot o El Baile del amor. Al igual que en el anterior trabajo (Superhéroe agropop), recuperaron temas de sus primeros discos como Er shulo.
En 2016, durante dos jornadas consecutivas, el 3 y el 4 de marzo en el Teatro Quintero de la capital hispalense, se celebró un especial concierto por los 25 años aproximados de la banda, con los 4 componentes originales de la banda (Pepe Begines, Salvador, Álvaro y Pepe Lineros), junto a varios músicos de los 80 y actuales, llamado 25 años de Agropop con Amigos, y cuya grabación y edición se completó en el año 2016 y ha sido lanzado durante 2017, con un CD y DVD del concierto.
El 27 de noviembre de 2021, comienza una gira conjunta con Toreros Muertos en el Teatro Municipal de Los Palacios y Villafranca, lanzando el primer sencillo en el otoño denominado "Agüita Agropop", una mezcla de popurrí entre "Mi Agüita Amarilla" de Toreros Muertos, y varios éxitos de los No me Pises que Llevo Chanclas. La gira les llevará también a Madrid. El segundo sencillo se llama "Escuela de idiomas inventados" y es una mezcla entre los temas "On the desk" y "Washuwarugui", de Toreros Muertos y Los Chanclas, y se lanza videoclip en el mes de febrero de 2022.
El 25 de noviembre de 2022, lanzan nuevo sencillo, mezclando dos de los temas clásicos de ambas bandas, "Yo no me llamo Javier" y "Manuel Sánchez Sánchez", con un videoclip rodado con guiños a clásicos del cine de todas las épocas, como La Chaqueta Metálica, La Naranja Mecánica, El Resplandor y otras. El sencillo se denomina "Yo No Me Llamo Manuel Sánchez"
Cabe destacar que han estado celebrando la Nochevieja Andaluza en Canal Sur los años 2020, 2021, 2022 y 2023

## Discografía
- No me pises que llevo chanclas (Agropop) (1989)
- Buenos días te lo juro (1990)
- Estamos mu contentos (1991)
- Lo + agropop (1992)
- Melodías en adobo (1992)
- Perdonen las disculpas (1994)
- Los grandísimos éxitos de No me pises que llevo chanclas (1996)
- ¿Me corto las venas... o me las dejo largas? (1998)
- Con chanclas y a lo loco (2000)
- Superhéroe agropó (2009)
- He visto un O.V.N.I. (2015)
- 25 Años de Agropop (2017)
- Rock con Tomate (2019)
- Bolillón Remix con Lowfreak (2022)